# Haze Shrapnel
Haze Shrapnel — мини-альбом Bass Communion, проекта британского музыканта и продюсера Стивена Уилсона. Содержит ауттейки из сессий записи Molotov and Haze, названные «Haze Shrapnel», а также ремикс этого же трека от Freiband (сценическое имя Франса Де Ваарда), переименованный в «Scherven». Мини-альбом был выпущен по запросу в виде 3-дюймового CD-R на My Own Little Label. Мини-альбом от Freiband с обратными ролями был выпущен под названием Headwind/Tailwind.

## Выпуск
Стивен Уилсон заинтересовался в небольшом звукозаписывающем лейбле Франса Де Ваарда My Own Little Label, который специализировался в выпуске бонусного и архивного материала. У Уилсона имелись лишние треки из недавно завершённого альбома Bass Communion Molotov and Haze, и он предложил Де Ваарду выпустить их. Де Ваард принял предложение и добавил ремикс заглавной композиции.
Мини-альбом был переиздан в апреле 2009 года в виде 10-дюймового LP на Tonefloat и доступен только в качестве ограниченного бонус-диска к виниловому релизу Molotov and Haze.

## Список композиций
| №  | Название                                        | Длительность |
| -- | ----------------------------------------------- | ------------ |
| 1. | «Haze Shrapnel»                                 | 12:49        |
| 2. | «Scherven» (Ремикс «Haze Shrapnel» от Freiband) | 8:00         |

## История релиза
| Страна     | Дата        | Лейбл               | Формат          | Каталог |
| ---------- | ----------- | ------------------- | --------------- | ------- |
| Нидерланды | Июнь 2008   | My Own Little Label | 3-дюймовый CD-R | MOLL022 |
| Нидерланды | Апрель 2009 | Tonefloat           | 10-дюймовый LP  | TF68    |